# Clerodendrum speciosissimum
Clerodendrum speciosissimum Drapiez – gatunek roślin z rodziny jasnotowatych (Lamiaceae Lindl.). Występuje naturalnie w Indonezji na wyspie Jawa.

## Rozmieszczenie geograficzne
Rośnie naturalnie w Indonezji na wyspie Jawa. Ponadto jest powszechnie uprawiana w regionach tropikalnych i umiarkowanych ciepłych – w innych częściach Indonezji, na Madagaskarze, w Wenezueli, Kolumbii, Nikaragui, Hondurasie, Salwadorze, Gwatemali, Belize, Meksyku, Stanach Zjednoczonych oraz na Markizach i Wyspach Towarzystwa.

## Morfologia
PokrójDorasta do 1,2–1,8 m i 2,4–3 m szerokości.
KwiatyPłatki mają czerwoną barwę. Kwitnie od późnej wiosny do wczesnej jesieni.

## Biologia i ekologia
Roślina jednoroczna, wiatropylna. Rośnie od 9a do 11 strefy mrozoodporności. Lubi stanowiska w pełnym nasłonecznieniu. Preferuje gleby od lekko kwaśnych do obojętnych (6,1–7,5 pH).
Roślina ta jest atrakcyjna dla pszczół, motyli i ptaków.
Może być rozmnażana wegetatywnie z półzdrewniałych sadzonek.

## Zastosowanie
Ma zastosowanie komercyjne jako roślina ozdobna.